# Фохт, Борис Александрович
Бори́с Алекса́ндрович Фохт (1875—1946) — российский и советский философ и логик, переводчик философской литературы.

## Биография
Борис Александрович Фохт родился 10 (23) марта 1875 года в Москве, в семье профессора медицины Московского университета Александра Богдановича Фохта. Мать, Мария Николаевна Дубенская, происходила из русской дворянской семьи, владевшей поместьем Жолчино в Рязанском уезде Рязанской губернии. Брат отца, Николай Богданович, преподавал русский язык в 1-й московской гимназии и московском реальном училище. Дед, Готлиб (Богдан) Фохт, выпускник Дерптского университета, в течение 40 лет преподавал немецкий язык, в том числе, по некоторым сведениям, в Коммерческом училище и высших женских курсах в Москве. Двоюродный брат деда — декабрист И. Ф. Фохт.
Учился в 1-й московской гимназии (1885—1894).
Первоначальное университетское образование получил на естественном отделении физико-математического факультета Московского университета (1899; диплом 1-й степени). Летом 1896 года посещал лекции по истории новой философии, метафизике и логике у Куно Фишера в Гейдельберге. В 1897 году изучал физиологию и психологию в Берлине и Лейпциге. Летом 1899 года прослушал курсы по логике и теории познания во Фрайбурге у Г. Риккерта и классической филологии у Калбфлейша. Осенью 1899 года продолжил обучение на историко-филологическом факультете Московского университета, который окончил в мае 1904 года с дипломом 2-й степени. Обучение проходил под руководством Л. М. Лопатина, С. Н. Трубецкого и А. С. Белкина, изучая произведения Платона, Аристотеля, Лейбница и Канта. В 1904 году был оставлен на кафедре университета «для приготовления к профессорскому званию»; направлен в заграничную командировку в Марбургский университет (1906—1908). Во время пребывания в университете прослушал курс лекций Г. Когена, П. Наторпа.
С 1904 по 1918 год Фохт преподавал педагогику на Высших женских курсах, Педагогических курсах им. Д. И. Тихомирова, при Московском обществе народных университетов и философскую пропедевтику — в гимназиях. С 1909 года преподавал в гимназиях также историю и немецкий язык. Занимался переводческой деятельностью, переводя на русский язык сочинения Наторпа, Христиансена, Штанге, Шульца, Гельдера, Когена. Вышло два выпуска переводческой серии «Kantiana». Фохт надеялся на финансовую поддержку М. К. Морозовой, для выпуска неокантианского журнала (или, может быть, серии «Kantiana»): с 1905 года, по свидетельству А. Белого, он посещал её салон, а также салон К. П. Христофоровой.
С 1919 по 1921 год Фохт преподавал философию в 1-м Московском университете. С 1918 по 1925 год он — преподаватель философии в Институте слова. В 1921 году защитил в Московском университете работу «О трансцендентальном методе в теоретической философии Канта и его отношении к методу психологическому» и получил право на профессорское звание. С 1922 по 1925 год — профессор Ярославского университета по кафедре «История мировоззрений и эстетики». С 1925 по 1937 год преподавал древние и новые языки в Институте красной профессуры, вёл семинары по логике Гегеля.
С 1938 по 1941 год, после ликвидации института Красной Профессуры, работал профессором латинского и греческого языков в юридическом институте прокуратуры СССР; с сентября 1941 года преподавал латинский язык в Московском юридическом институте и в Московском университете. После организации философского факультета в Московском университете некоторое время работал там вместе с А. Ф. Лосевым и П. С. Поповым. После ухода из университета в Московский государственный педагогический институт преподавал в нём логику до конца своей жизни.
В этот период Фохтом были подготовлены следующие переводы:
- докритические сочинения Канта (И.Кант. Соч. в 6 т. Т. 1. — М., 1963; Т. 2. — М., 1964),
- «Философии духа» Гегеля (Гегель. Соч. T. III. — М., 1956)
- «Аналитики» Аристотеля (Аристотель. Аналитики первая и вторая. — М., 1952).

Фохт скончался 3 апреля 1946 года в Москве; похоронен на Новодевичьем кладбище. «Все науки более необходимы чем философия, но прекраснее — нет ни одной. Аристотель», — написано на постаменте памятника Борису Фохту.

## Семья
Жена, пианистка Раиса Марковна Меерсон (по первому браку Сударская) (20.12.1869 — ?) вышла замуж за Б. А. Фохта осенью 1901 года. Из-за связи с эсерами вынуждена была эмигрировать осенью 1907 года. С ней уехал и маленький сын, видимо, от первого брака, Всеволод Фохт (1895—1941).

## Сочинения
- Памяти князя С. Н. Трубецкого. Речь, произнесенная в заседании Моск. психол. о-ва 7 октября 1905 г. // Вопросы философии и психологии. М. 1906. № 81(1), январь-февраль. С. 130—139.
- Рец.: В. А. Савальский. Основы философии права в научном идеализме. Марбургская школа философии: Коген, Наторп, Штаммлер и др. Т.1. М. 1908 // Критическое обозрение. М. 1909. Вып. 2., февраль. С. 66-74.
- Философия музыки А. Н. Скрябина // А. Н. Скрябин. Человек. Художник. Мыслитель. М.: Гос. мемориальный музей А. Н. Скрябина, 1994. С. 201—226.
- О философском значении лирики Пушкина. Публ. А. А. Гаревой // Вопросы философии. 1997. № 11. С. 105—144.
- Педагогические идеи Сократа // Дидакт. М. 1998. № 1 (22). С. 60-64.
- Понятие символической формы и проблема значения в философии языка Э. Кассирера. Доклад. Подготовка текста и публ. А. А. Гаревой // Вопросы философии. 1998. № 9. С. 150—174.
- Понятие символической формы и проблема значения в философии языка Э. Кассирера. Тезисы к докладу. Публ. и прим. Н. А. Дмитриевой // Кассирер Э. Избранное. Опыт о человеке. М.: Гардарика, 1998. С. 761—763.
- Lexicon Aristotelicum (Пособие для изучения Аристотеля как в подлиннике, так и в русском переводе). Краткий лексикон важнейших философских терминов, встречающихся в произведениях Аристотеля. Публ. и предисл. М. А. Солоповой // Историко-философский ежегодник-97. М.: Наука, 1999. С. 39-74.
- Перечитывая античную классику // Педагогика. 2000. № 8. С. 64-72.
- Избранное (из философского наследия) / Публ., предисл. и комм. Н. А. Дмитриевой. — М.: Прогресс-Традиция, 2003. — 456 с. — ISBN 5-89826-153-2. Архивировано 9 декабря 2013 года.